# James Borrego
James Borrego (ur. 12 listopada 1977 w Albuquerque) – amerykański trener koszykarski, od 2023 asystent trenera New Orleans Pelicans.
10 maja 2018 został trenerem Charlotte Hornets. 22 kwietnia 2022 został zwolniony. 3 czerwca 2023 dołączył do sztabu New Orleans Pelicans.

## Osiągnięcia
NCAA
- Zaliczony do składu  West Coast Conference All-Academic Team (2001)

Trenerskie
- 2-krotny mistrz NBA jako asystent trenera San Antonio Spurs (2005, 2007)[5]
- Mistrz Konferencji West Coast NCAA jako asystent trenera (2003)